# English IPA
English India Pale Ale (English IPA) é um estilo clássico de cerveja originário da Inglaterra, caracterizado pelo seu amargor pronunciado, equilíbrio entre lúpulo e malte, e pelo uso de variedades tradicionais de lúpulo inglês. Este estilo é considerado o precursor de variações como a American IPA e a Imperial IPA.

## História
A origem da English IPA remonta ao século XVIII, quando cervejas inglesas começaram a ser exportadas para a Índia Britânica. Durante essas viagens marítimas, o calor e a duração exigiam uma cerveja que pudesse resistir às condições extremas. Por isso, adicionavam-se maiores quantidades de lúpulo, que atuava como conservante natural.
O primeiro registro do termo "India Pale Ale" foi documentado em 1829 num anúncio do jornal Sydney Gazette, reforçando a relevância histórica deste estilo.

## Características
As English IPAs são conhecidas por apresentarem as seguintes características principais:
- **Aparência**: Cervejas de cor dourada a âmbar claro, geralmente com boa claridade e espuma branca persistente.
- **Aroma**: Notas de lúpulo terrosas, florais e herbais, provenientes de variedades inglesas como East Kent Goldings, Fuggles e Challenger.
- **Sabor**: Um equilíbrio entre o dulçor do malte e o amargor do lúpulo, com um final seco.
- **Teor alcoólico**: Geralmente varia entre 5% e 7,5% ABV, refletindo o estilo clássico.
- **Corpo**: Médio, com textura suave e refrescante, proporcionando uma experiência equilibrada ao paladar.

## Comparação com American IPA
As English IPAs distinguem-se das American IPAs principalmente pelo perfil de lúpulo utilizado. Enquanto as English IPAs utilizam lúpulos ingleses que conferem aromas herbais e terrosos, as American IPAs destacam-se por lúpulos americanos que conferem notas cítricas e frutadas. Além disso, as American IPAs tendem a ter um amargor mais intenso e teor alcoólico ligeiramente superior.

## Exemplos Notáveis
Algumas das English IPAs mais reconhecidas incluem:
- **Fuller's Bengal Lancer**
- **Meantime India Pale Ale**
- **Samuel Smith's India Ale**

## Classificação no BJCP
De acordo com o Beer Judge Certification Program (BJCP), a English IPA pertence à categoria **12C**. O guia descreve o estilo como uma cerveja de intensidade moderada, com destaque para o equilíbrio entre o lúpulo e o malte.